# Selección femenina de fútbol de México
La selección femenina de fútbol de México es el equipo nacional de fútbol que representa a México en torneos y competencias internacionales femeniles como la Copa Mundial Femenina de Fútbol, los Juegos Olímpicos de Verano, la Copa de Oro Femenina de la Concacaf y los Juegos Panamericanos. Su organización está a cargo de la Federación Mexicana de Fútbol, la cual está afiliada a la Concacaf.
La selección ha sido considerada como una de las mejores selecciones de la Concacaf en esta categoría. Calificó a la Copa del Mundo Estados Unidos 1999 y a los Juegos Olímpicos de Atenas 2004.
Como en muchos países, la selección femenil no recibe mucho apoyo por parte de su federación, equipos o el público mexicano. También padece una diferencia salarial de género respecto a la selección varonil.

## Historia

### Las primeras apariciones del fútbol femenil en México y una fugaz ilusión (1970 - 1990)
En los setenta, el equipo adquirió mucha popularidad ya que México finalizó en el tercer lugar en el Copa Mundial Femenina de Fútbol de 1970, un torneo no oficial, celebrado en Roma, Italia. En ese campeonato, se le ganó 9 a 0 a Austria; se perdió 2 a 1 con Italia y se le ganó 3 a 2 a Inglaterra. 
En 1971, México fue sede de la segunda edición de la Copa Mundial Femenina de Fútbol, ganándole 3 a 1 a Argentina; 4 a 0 a Inglaterra y 2 a 1 a Italia. La final se jugó el 5 de septiembre en el Estadio Azteca, en donde la Selección Mexicana perdió frente a Dinamarca 3-0. Un estimado de 110 000 personas asistieron a ese partido ese mismo día, asistencia que sigue siendo un récord importante.
Después de este Campeonato, se dio polémica sobre la posibilidad de estructurar un sistema de fútbol femenino en la República, sin embargo la presión social y cultural impidió este suceso.

### Los esbozos de un representativo femenil (1991 - 1997)
En 1991, la FIFA empezó a realizar las Copas Mundiales de Fútbol Femenil. La primera edición fue la Copa Mundial Femenina de Fútbol de 1991, realizada en China; sin embargo, el poco interés institucional en el desarrollo del fútbol femenil llevó a que la selección no calificara a esa primera edición.
En 1995, Armando Magaña –ex-defensor y preparador físico del Necaxa– tomó las riendas de la Selección Femenil. A pesar de esto, la Selección no logró clasificar a la Copa Mundial Femenina de Fútbol de 1995.
Antes de llegar a la SMN, Magaña creó la academia Andrea's Academy una de las primeras academias de fútbol femenil que buscaba captar talento en el país. Magaña se mantuvo al frente del representativo hasta 1997, cuando dejó la selección para dedicarse a a su academia de tiempo completo.

### La era Cuéllar (1998 - 2016)
Leonardo Cuéllar llegó a ser Director Técnico de Selección en 1998. El exfutbolista de los Pumas fue también entrenador en Cal State Los Ángeles. Para el año siguiente, la SNM calificó a la Copa Mundial Femenina de Fútbol de 1999.

#### Mundial de Estados Unidos 1999
México llegó a la justa mundialista tras haber llegado a la final del Premundial de la Concacaf, donde perdió ante Canadá. En su primera participación quedó ubicado en el Grupo B, donde se enfrentó a Brasil, Alemania e Italia. La Selección perdió 7 a 1 ante Brasil, en este partido se anotó el primer gol mexicano en mundiales femeniles, lo realizó Maribel Domínguez al minuto 10. Posteriormente perdió 6-0 goles ante Alemania y cayó 0-2 ante Italia, llevándose la marca de 1 gol a favor ante 15 goles recibidos.

#### Sus primeros olímpicos: Atenas 2004
Tras ser segundo en el Preolímpico de la Concacaf celebrado en Costa Rica, y perdiendo la final ante Estados Unidos, México calificó por primera vez a una competición de fútbol femenil de Juegos Olímpicos, Atenas 2004. La selección estabao en el Grupo F, junto a Alemania y China. Empataron 1-1 con China y perdieron ante Alemania (2-0), por diferencia de goles obtuvieron segundo lugar del grupo y pasar de fase. En cuartos de final perdieron 5-0 ante Brasil y quedaron fuera de la justa olímpica.
Esta ha sido la única participación de la Selección Mexicana en un Torneo de Fútbol Femenil Olímpico.

#### Mundial de Alemania 2011: Regreso a los mundiales
En el 2010, México es anfitrión del Premundial de la Concacaf que se jugó en Cancún. Las mexicanas lograron avanzar a semifinales tras quedar segundas en su grupo. En las semifinales derrotaron 2-1 a Estados Unidos, avanzando a la final, partido que jugaron y perdieron contra Canadá. El segundo lugar les valió su calificación directa al mundial de Alemania, regresando a las justas mundialistas para disputar su segundo mundial femenil.
Ya en el mundial, son ubicadas en el Grupo B junto a Inglaterra, Japón y Nueva Zelanda, donde a pesar de no ganar, solo pierden ante Japón 4-0. Sus dos empates les dan 2 puntos, y se ubican en el tercer lugar del grupo, quedando eliminadas del Mundial.

#### Mundial de Canadá 2015: Sin avance
Para 2015, México clasificó a su tercer mundial femenil después de quedar en tercer lugar tras ganarle a Trinidad y Tobago en el Premundial 2014, disputado en Estados Unidos. En la Copa Mundial Femenina de Fútbol de 2015 son ubicadas en el grupo F junto a Colombia, Inglaterra y Francia. Las mexicanas son eliminadas en la fase de grupos, después de empatar con Colombia y perder ante Inglaterra (2-1) y Francia (0-5).
Después de estos resultados y tras no lograr la clasificación a los Juegos Olímpicos de Río de Janeiro 2016, Leonardo Cuéllar anuncia en conferencia de prensa su renuncia de la selección mexicana, luego de 18 años de dirigirlas.

### Etapa de incertidumbre y Liga Femenil (2016 - 2020)
Después de los resultados que las selecciones sub-20 y sub-17 obtuvieron en los mundiales Sub-17 y Sub-20, con jugadoras, en su mayoría mexico-americanas, el 5 de diciembre de 2016, se anunció la creación de una Liga MX Femenil que tendría como objetivo la producción de jugadoras nacionales.
Luego de la renuncia de Cuéllar, Roberto Medina, quién dirigía a la selección femenil sub-20 tomó las riendas de la selección femenil mayor, de forma interina. No logró los resultados esperados, aunque logra una medalla de oro en los Juegos Centroamericanos y del Caribe 2018, fracasó al no calificar al Mundial de 2019, incluso declaró tras esto: 

Estamos apenados, esto nos ubica en que debemos trabajar mucho más individual y grupalmente. Nos engañamos en muchas cosas en el supuesto crecimiento de nuestra liga. No nos alcanzó.
Roberto Medina, Director Técnico

Declaraciones polémicas que fueron criticadas por sus colegas, una de ella Andrea Rodebaugh. La entonces entrenadora de Xolas y exentrenadora de la selección sub-20 mexicana hizo énfasis en el interés de los aficionados y aficionadas a la liga, además del incremento en derechos de transmisión, entre otros. 

Es un hecho que la Liga Mx está creciendo, ha rebasado las expectativas en todos los sentidos, desde el nivel de juego, el interés de los medios de comunicación, las redes sociales y la televisión. Ahora, la Liga Mx se transmite a nivel internacional. Hay mucha gente que la sigue y en el primer año se estableció récord mundial de asistencia en un partido femenil de la liga local. Eso irá generando mayor interés de los patrocinadores.
Andrea Rodebaugh, Directora Técnica

Finalmente, el 11 de enero de 2019, se hace oficial que Medina quedaba fuera de la dirección técnica de la selección. Su lugar sería ocupado por Christopher Cuéllar (hijo de Leonardo Cuéllar, y ex-técnico de la selección femenil sub-20).
Cuéllar Jr. tampoco logró un avance significativo y mantuvo a futbolistas mexico-americanas como la base de la selección, dejando arbitrariamente de lado a mexicanas como Charlyn Corral, lo que le valió muchas críticas de aficionadas. A esto se le suma que no logró un resultado destacable en los Juegos Panamericanos de 2019 y que aunque era esperado, no calificó a los Juegos Olímpicos de Tokio 2020.
Finalmente, el 18 de enero de 2021, la Federación Mexicana de Fútbol hizo oficial mediante sus redes sociales que Christopher Cuéllar dejaba de ser el técnico del Tri Femenil.

### Reestructuración en el Tri Femenil (2021 - 2024.)

#### Etapa de Mónica Vergara (2021 - 2022)
Luego de culminar la era Cuéllar, la Federación Mexicana de Fútbol hizo una reestructuración en las selecciones femeniles. Así, el 19 de enero del 2021 en una videoconferencia de prensa liderada por Yon de Luisa, presidente de la FMF y Gerardo Torrado, director de selecciones nacionales, anunciaron la incorporación de Mónica Vergara como estratega de la Selección Mexicana Femenil. Vergara venía de dirigir la selección sub-17 femenil, selección histórica que quedó subcampeona en el Mundial Sub-17 Femenil, perdiendo 2-1 ante España. Tras su nombramiento, asumió el compromiso de calificar al Mundial de 2023 y posicionar a México dentro de las mejores 8 selecciones. Además de Vergara, Maribel Domínguez se incorporó como estratega de la selección sub-20, mientras que Ana Galindo hará lo propio con la selección sub-17.
El primer año lució positivo pues se utilizaron las fechas FIFA para enfrentar a rivales de primer nivel (como España, Japón, Canadá o propiamente Estados Unidos), pese a que ante casi todas estas selecciones se perdió, este tipo de enfrentamientos supondrían demostrar el nivel de la selección, implantar una idea de juego, y que además, Vergara, conociera a las futbolistas que no solo eran de la liga, sino también de quienes juegan en el extranjero.
Para 2022, el tricolor pasó sin problemas la Clasificatoria al Campeonato Concacaf W que se realizaría en Monterrey. En la fecha FIFA de febrero, derrotaron a Surinam por 9-0 en el Estadio Universitario de San Nicolás de los Garza, Nuevo León, posteriormente viajaron a la República Dominicana para golear 0-8 a Antigua y Barbuda, en abril sellaron su clasificación al derrotar por 11 goles a domicilio, a la selección de Anguila y finalmente en el Estadio Nemesio Diez de Toluca a la selección de Puerto Rico 6 goles a 0.
Pese a la expectativa, el apoyo de los directivos y de los aficionados, el Campeonato Concacaf W terminó siendo completamente diferente al esperado. En abril en el sorteo fueron asignadas junto a Estados Unidos, Jamaica, y Haití, sin embargo, en el torneo la selección fue incapaz de tener un once base, pues se realizaron rotaciones con la intención de enfrentar al Team USA de la mejor forma. Pero el resultado fue deshonroso, perdiendo por la mínima ante Jamaica (0-1 en el Universitario), siendo goleadas por Haití (0-3 en el Estadio BBVA) y con una expulsada, para finalmente caer derrotadas ante la selección de las barras y las estrellas (0-1 en el volcán). De esta forma, siendo locales, fueron incapaces de sacar puntos y hacer goles, quedando fuera del mundial de Australia - Nueva Zelanda 2023 y los Juegos Olímpicos de París 2024.
Aunque Mónica Vergara intentó revirar su enfoque de cara a 2027, terminó por ser destituida del cargo en un comunicado, donde se anunció su salida junto a la de Karla Maya (Entrenadora de la Selección Femenina Sub-15), Gerardo Torrado (Director de Selecciones Nacionales), Luis Ernesto Pérez (Entrenador de la Selección Masculina Sub-20) e Ignacio Hierro, esto como parte de otra reestructuración profunda, donde se garantizó contratar a una directora deportiva especializada únicamente en selecciones femeniles, mientras Cristian Flores y Miguel Ángel Gamero quedaron como interinos y dirigieron a la selección en la fecha FIFA de septiembre.
El 4 de septiembre, a través de una videoconferencia, Yon de Luisa oficializó la llegada de Andrea Rodebaugh como la encargada de la nueva Dirección General de Selecciones Nacionales Femeniles, Rodebaugh había dirigido a la selección femenina sub-20, y en la Liga MX Femenil a Tijuana, y hasta entonces colaboraba con la FIFA como parte del área de desarrollo del fútbol femenino en el continente americano (es decir, Concacaf y Conmebol), buscando cumplir el objetivo de tener a la selección mexicana entre las ocho mejores del mundo.
Días más tarde, a través de un comunicado, se anunció la llegada del Director Técnico español, Pedro López, quién dirigió las selecciones inferiores de España, entre ellas la Sub-16, Sub-17, y la Sub-20. Ganó el campeonato europeo Sub-19, y el recién mundial femenil sub-20 disputado en Costa Rica.

#### Campeonatos en los Juegos Centroamericanos y del Caribe y en Juegos Panamericanos (2023)
Después del fracaso de no poder acceder al mundial femenino de 2023, el equipo mexicano, disputó durante la primera fecha FIFA en febrero del 2023 la Revelations Cup, en la ciudad de León, Guanajuato, contando con resultados discretos de una victoria (1-0 a Nigeria) y dos empates a uno con Costa Rica y Colombia, pero que fueron suficientes para levantar el título, por medio del desempate bajo el criterio del Fair Play.
En abril, las mexicanas tuvieron como rivales a equipos femeniles de la National Women's Soccer League (Primera división femenina de los Estados Unidos), al Chicago Red Stars y Houston Dash, ambos partidos los ganaría holgadamente por 5-2 y 5-1 respectivamente.
Entre el 29 de junio y el 7 de junio disputó los Juegos Centroamericanos y del Caribe San Salvador 2023, esta sería la primera prueba del entrenador Pedro López Ramos. México estaba ubicado en el grupo "B" con Jamaica, Puerto Rico, El Salvador y Colombia, aunque esta última se retiró antes de comenzar el torneo.
Las mexicanas ganaron sus tres partidos correspondientes (4-0 a Puerto Rico, 3-2 a El Salvador y 7-3 a Jamaica), logrando el liderato del grupo. En semifinales derrotaron al equipo de "Centro Caribe Sports" (denominación temporal de la selección de Guatemala por la suspensión de su comité olímpico local) por 6-0.
La final se jugó el 7 de julio en el Estadio Las Delicias de Santa Tecla; en la disputa por la medalla de oro, México tuvo un partido apretado ante Venezuela, inició ganado con gol de Stephany Mayor al minuto 49, mientras las sudamericanas empataron al 66, cerrando el partido y mandándolo a tiempos extras; el conjunto mexicano terminaría por resolver con un gol al minuto 116 de Natalia Mauleón, resultando con un 2-1 final y así repetirían el oro por tercera vez consecutiva en esta competición.
Durante septiembre inició su participación en la Clasificación para la Copa Oro Femenina, a realizarse en Estados Unidos al año siguiente, la selección enfrentó en el Estadio Azteca a Puerto Rico, duelo en el que sufriría más de la cuenta, pero al final se lograba el resultado por 2-1.
Finalmente, entre el 22 de octubre y 3 de noviembre disputó los Juegos Panamericanos de Santiago 2023 en Chile; siendo ubicada en el "A" junto con las locales, Paraguay y Jamaica. Comenzó su actuación con estas últimas goleando 7-0; posteriormente sorprendió goleando venciendo a las anfitrionas 3-1; y cerro la fase de grupos con pleno de victorias goleando 4-1 a Paraguay. La destacada actuación se consolidó al vencer en semifinales 2-0 a Argentina. 
La final se jugó el 3 noviembre en el Estadio Elías Figueroa Brander de Valparaíso ante el conjunto local, Chile, que llegaba disminuido (incluso sin portera) luego de la suspensión de varias jugadoras; no obstante el encuentro resultó más cerrado de lo esperado. Al minuto 31 Rebeca Bernal de tiro libre abrió el marcador para las mexicanas, este ya no se movería en el cotejo, en el que a pesar de las oportunidades, defensas y porteras destacaron. El marcador final concretó la primera medalla de oro en el fútbol femenil para México y la mejor actuación de la categoría absoluta del balompié femenino nacional en competencias oficiales.

#### Copa Oro 2024
Como parte del proyecto para impulsar el fútbol femenil, la Concacaf determinó en 2021 separar las eliminatorias mundialistas del campeonato de la zona (que otorgaban el título de área), por lo que se creó la Copa Oro Femenina de la Concacaf, siendo la primera edición a disputarse en Estados Unidos en 2024. México obtuvo su clasificación al liderar el grupo A de la Liga A, por encima de Puerto Rico y Trinidad y Tobago. El sorteo de la competencia encuadró a México en el sector "A" al lado de Argentina, Estados Unidos y República Dominicana.
El debut en el torneo se produjo el 20 de febrero de 2024 en el Dignity Health Sports Park de Carson, enfrentado a una de las escuadras sudamericanas invitadas, Argentina, el duelo concluyó con empate a cero tantos. El primer gol y la primera victoria llegarían en el siguiente partido con la goleada 8-0 frente a República Dominicana, el primer gol fue por conducto de Nicki Hernández. 
Sin embargo, el momento histórico de su participación llegó en el tercer partido de la fase de grupos, en el mismo estadio de Carson el 26 de febrero, cuando venció sorpresivamente al local, campeón vigente del área y una de la mayores potencias femeniles del balompié, la selección estadounidense. Esta sería apenas su segunda victoria sobre el conjunto "de las barras y las estrellas" en 44 juegos, el anterior también en un torneo oficial durante el Premundial de 2010. La victoria se fraguó con los goles de Lizbeth Ovalle al minuto 38 y Mayra Pelayo en tiempo de reposición (90+2). El partido se desarrolló de forma competida, donde incluso el cuadro mexicano supero futbolísticamente al local. El "tri femenil" clasificó a los cuartos de final como líder de grupo.
El 3 de marzo derrotó 3-2 a Paraguay para avanzar a semifinales. En esta fase se enfrentó a Brasil, ante la que poco pudo hacer, cayendo 3-0. Al no existir duelo por el tercer lugar, con esto concluyó su participación en el certamen.

## Instalaciones

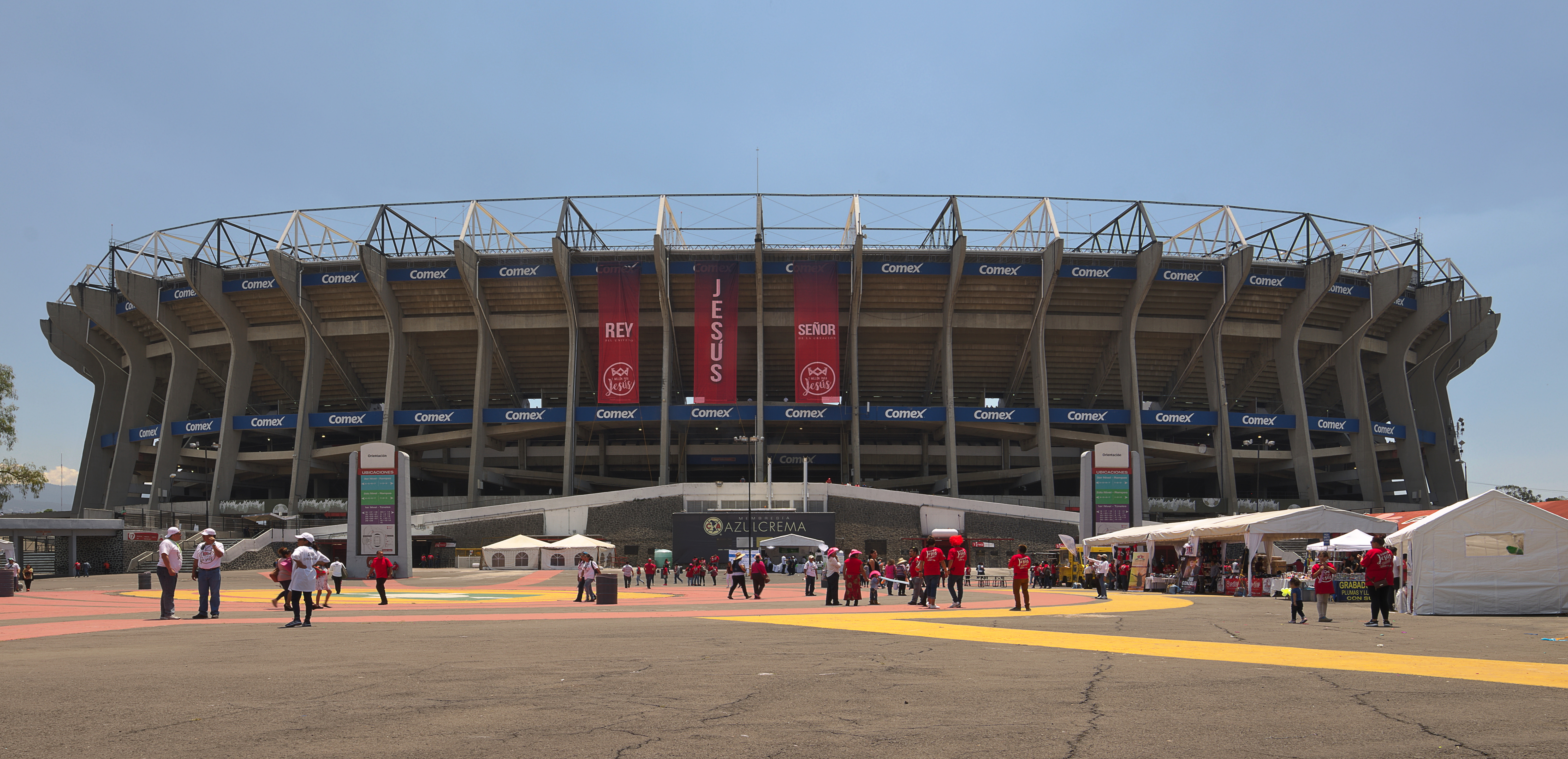
El Estadio Azteca es la sede de la selección nacional femenina de México.

### Estadio Azteca
El Estadio Azteca es un estadio de fútbol ubicado en la Ciudad de México, con capacidad para 83 264 espectadores, siendo así el más grande del país, el segundo de América y el octavo del mundo. Fue diseñado por los arquitectos Pedro Ramírez Vázquez y Rafael Mijares Alcérreca, e inició su construcción en 1962 como parte del proyecto para obtener la sede de la Copa Mundial de Fútbol de 1970. Fue inaugurado el 29 de mayo de 1966 con un encuentro amistoso entre los equipos América y Torino, que concluyera con empate a dos tantos. El primer gol fue obra del jugador americanista Arlindo dos Santos.
Además de la histórica actuación del conjunto femenil que participó en el Copa Mundial Femenina de Fútbol de 1971 (torneo no reconocido como oficial), y de múltiples juegos amistosos, la selección solo ha jugado dos duelos de competencias oficiales en este escenario. El 5 de julio de 2003, en medio de una nueva efervescencia de la opinión pública por el fútbol femenil, la selección nacional disputó en el Azteca, el juego de ida de la serie de reclasificación para la Copa del Mundo de Estados Unidos 2003 ante Japón y que concluyó con empate a dos tantos, la entrada registrada formalmente, de 75 000 aficionados se estableció como marca en un duelo clasificatorio para una Copa del Mundo Femenil.
Sería hasta el 22 de septiembre de 2023 que la selección mexicana disputaría un juego de competencia oficial nuevamente aquí, cuando venció 2-1 a Puerto Rico en la fecha uno del grupo A de la Liga A en la clasificación de Concacaf para la Copa de Oro Femenina 2024.

## Evolución del uniforme

### Local
|  | México 71 | 1998 | 1999 | 2002 | 2003 | 2004-2005 | 2004 | 2006 | 2007 |

| 2007 | 2008-2009 | 2010 | 2011 | Guadalajara 2011 | 2013 | 2013 | 2014 | Veracruz 2014 |

| 2015 | 2015 | 2016-2017 | 2018 | 2019 | 2019 | 2021 - 2022 | 2022 - 2023 | 2022 - 2023 |

| 2022 - 2023 | 2023 |

### Visitante
| México 71 | 1998 | 1999 | 2002 | 2003 | 2004 - 2005 | 2004 | 2006 | 2007 |

| 2007 | 2008 - 2009 | 2010 | 2011 | Guadalajara 2011 | 2013 | 2013 | 2014 | 2014 |

| Veracruz 2014 | 2015 | 2016 | 2015 | 2015-2017 | 2018-2019 | 2019 | 2020-2022 | 2022 -2023 |

| 2022 -2023 | 2022 -2023 | 2023 | 2023 | 2023 |

### Alternativo
| 2004 | Guadalajara 2011 | 2015-2017 |

## Jugadoras

### Última convocatoria
Convocatoria para disputar la Pinatar Cup en Febrero 2025
| Posición       | Nombre               | Club                    |
| -------------- | -------------------- | ----------------------- |
| Guardameta     | Esthefanny Barreras  | Pachuca                 |
| Guardameta     | Blanca Félix         | Guadalajara             |
| Guardameta     | Itzel González       | Tigres UANL             |
| Defensa        | Karol Bernal         | Monterrey               |
| Defensa        | Greta Espinoza       | Tigres UANL             |
| Defensa        | Aaliyah Farmer       | Tigres UANL             |
| Defensa        | Nicolette Hernández  | América                 |
| Defensa        | Annia Mejía          | Juárez                  |
| Defensa        | Reyna Reyes          | Portland Thorns         |
| Defensa        | Kenti Robles         | Pachuca                 |
| Defensa        | Kimberly Rodríguez   | América                 |
| Centrocampista | Alexia Delgado       | Tigres UANL             |
| Centrocampista | Diana García         | Monterrey               |
| Centrocampista | Karla Nieto          | Pachuca                 |
| Centrocampista | Nicole Pérez         | Monterrey               |
| Centrocampista | Fátima Servín        | Monterrey               |
| Centrocampista | Alice Soto           | Monterrey               |
| Delantero      | Christina Burkenroad | Monterrey               |
| Delantero      | Jasmine Casarez      | Juárez                  |
| Delantero      | Myra Delgadillo      | Pachuca                 |
| Delantero      | Jacqueline Ovalle    | Tigres UANL             |
| Delantero      | Mayra Pelayo         | Tijuana Xoloitzcuintles |
| Delantero      | Montserrat Saldívar  | América                 |
| Entrenador     | Pedro López          |                         |

### Más presencias
| Lugar | Jugadora          | Partidos | Goles | Periodo       |
| ----- | ----------------- | -------- | ----- | ------------- |
| 1     | Maribel Domínguez | 116      | 82    | 1998–2016     |
| 2     | Lupita Worbis     | 115      | 20    | 2003–2013     |
| 3     | Luz Saucedo       | 106      | 2     | 2003–2016     |
| 4     | Evelyn López      | 102      | 14    | 2004–2011     |
| 5     | Marlene Sandoval  | 85       | 5     | 2002–2016     |
| 6     | Verónica Pérez    | 84       | 9     | 2010–2016     |
| 7     | Mónica González   | 83       | 10    | 1998–2011     |
| 8     | Stephany Mayor    | 81       | 15    | 2006–present  |
| 9     | Nayeli Rangel     | 81       | 7     | 2012–presente |
| 10    | Mónica Ocampo     | 77       | 14    | 2010–presente |

### Máximas goleadoras
| Lugar | Jugadora          | Goles | Partidos | Periodo      |
| ----- | ----------------- | ----- | -------- | ------------ |
| 1     | Maribel Domínguez | 82    | 116      | 1998–2016    |
| 2     | Charlyn Corral    | 35    | 71       | 2008–present |
| 3     | Lupita Worbis     | 20    | 115      | 2003–2013    |
| 4     | Stephany Mayor    | 15    | 81       | 2006–present |
| 5     | Mónica Ocampo     | 14    | 77       | 2010–present |
| 6     | Evelyn López      | 14    | 102      | 2004–2011    |
| 7     | Renae Cuéllar     | 10    | 37       | 2008–present |
| 8     | Mónica González   | 10    | 83       | 1998–2011    |
| 9     | Verónica Pérez    | 9     | 84       | 2010–2016    |
| 10    | Katie Johnson     | 8     | 23       | 2015–present |

## Seleccionadores
| Entrenador                    | Periodo          |  |
| Armando Magaña                | 1996 - 1997      |  |
| Leonardo Cuéllar              | 1998 - 2016      |  |
| Roberto Medina                | 2016 - 2018      |  |
| Christopher Cuéllar           | 2019 - 2020      |  |
| Mónica Vergara                | 2021 - 2022      |  |
| Miguel Gamero/Cristian Flores | 2022 (interinos) |  |
| Pedro López                   | 2022 -           |  |

## Resultados

### Últimos y próximos encuentros
| Fecha      | Ciudad        | Local          | Resultado | Visitante    | Competencia       |
| ---------- | ------------- | -------------- | --------- | ------------ | ----------------- |
| 04-06-2024 | Toronto       | Canadá         | 1:1       | México       | Partido amistoso  |
| 13-07-2024 | Harrison      | Estados Unidos | 1:0       | México       | Partido amistoso  |
| 26-10-2024 | Zacatepec     | México         | 3:0       | Venezuela    | Partido amistoso  |
| 29-10-2024 | Toluca        | México         | 4:0       | Tailandia    | Partido amistoso  |
| 30-11-2024 | Cancún        | México         | 4:1       | Costa Rica   | Partido amistoso  |
| 03-12-2024 | Mérida        | México         | 1:1       | Panamá       | Partido amistoso  |
| 19-02-2025 | Pinatar       | México         | 4:0       | China Taipéi | Copa Pinatar 2025 |
| 22-02-2025 | Pinatar       | Canadá         | 2:0       | México       | Copa Pinatar 2025 |
| 25-02-2025 | Pinatar       | China          | 0:2       | México       | Copa Pinatar 2025 |
| 05-04-2025 | Kansas City   | México         | 3:0       | Jamaica      | Partido amistoso  |
| 08-04-2025 | Houston       | México         | 4:0       | Jamaica      | Partido amistoso  |
| 30-05-2025 | Puebla        | México         | 2:2       | Uruguay      | Partido amistoso  |
| 03-06-2025 | Tlaxcala      | México         | 1:0       | Uruguay      | Partido amistoso  |
| 27-06-2025 | Ciudad Juárez | México         | 0:0       | Colombia     | Partido amistoso  |
| 02-07-2025 | Zacatepec     | México         | 1:0       | Colombia     | Partido amistoso  |

## Estadísticas

### Copa Mundial Femenina de la FIFA
| Edición                      | Resultado      | Posición     | Pts.         | PJ           | PG           | PE           | PP           | GF           | GC           | Dif.         |
| ---------------------------- | -------------- | ------------ | ------------ | ------------ | ------------ | ------------ | ------------ | ------------ | ------------ | ------------ |
| China 1991                   | No clasificó   | No clasificó | No clasificó | No clasificó | No clasificó | No clasificó | No clasificó | No clasificó | No clasificó | No clasificó |
| Suecia 1995                  | No clasificó   | No clasificó | No clasificó | No clasificó | No clasificó | No clasificó | No clasificó | No clasificó | No clasificó | No clasificó |
| Estados Unidos 1999          | Fase de grupos | 16.º         | 0            | 3            | 0            | 0            | 3            | 1            | 15           | -14          |
| Estados Unidos 2003          | No clasificó   | No clasificó | No clasificó | No clasificó | No clasificó | No clasificó | No clasificó | No clasificó | No clasificó | No clasificó |
| China 2007                   | No clasificó   | No clasificó | No clasificó | No clasificó | No clasificó | No clasificó | No clasificó | No clasificó | No clasificó | No clasificó |
| Alemania 2011                | Fase de grupos | 11.º         | 2            | 3            | 0            | 2            | 1            | 3            | 7            | -4           |
| Canadá 2015                  | Fase de grupos | 22.º         | 1            | 3            | 0            | 1            | 2            | 2            | 8            | -6           |
| Francia 2019                 | No clasificó   | No clasificó | No clasificó | No clasificó | No clasificó | No clasificó | No clasificó | No clasificó | No clasificó | No clasificó |
| Australia/Nueva Zelanda 2023 | No clasificó   | No clasificó | No clasificó | No clasificó | No clasificó | No clasificó | No clasificó | No clasificó | No clasificó | No clasificó |
| Basil 2027                   | Por definir    | Por definir  | Por definir  | Por definir  | Por definir  | Por definir  | Por definir  | Por definir  | Por definir  | Por definir  |
| Total                        | 3/9            | 33.º         | 3            | 9            | 0            | 3            | 6            | 6            | 30           | -24          |

### Torneo Olímpico de Fútbol Femenino
| Edición          | Resultado        | Posición     | Pts.         | PJ           | PG           | PE           | PP           | GF           | GC           | Dif.         |
| ---------------- | ---------------- | ------------ | ------------ | ------------ | ------------ | ------------ | ------------ | ------------ | ------------ | ------------ |
| Atlanta 1996     | No clasificó     | No clasificó | No clasificó | No clasificó | No clasificó | No clasificó | No clasificó | No clasificó | No clasificó | No clasificó |
| Sídney 2000      | No clasificó     | No clasificó | No clasificó | No clasificó | No clasificó | No clasificó | No clasificó | No clasificó | No clasificó | No clasificó |
| Atenas 2004      | Cuartos de final | 8.º          | 1            | 3            | 0            | 1            | 2            | 1            | 8            | -7           |
| Pekín 2008       | No clasificó     | No clasificó | No clasificó | No clasificó | No clasificó | No clasificó | No clasificó | No clasificó | No clasificó | No clasificó |
| Londres 2012     | No clasificó     | No clasificó | No clasificó | No clasificó | No clasificó | No clasificó | No clasificó | No clasificó | No clasificó | No clasificó |
| Río 2016         | No clasificó     | No clasificó | No clasificó | No clasificó | No clasificó | No clasificó | No clasificó | No clasificó | No clasificó | No clasificó |
| Tokio 2020       | No clasificó     | No clasificó | No clasificó | No clasificó | No clasificó | No clasificó | No clasificó | No clasificó | No clasificó | No clasificó |
| París 2024       | No clasificó     | No clasificó | No clasificó | No clasificó | No clasificó | No clasificó | No clasificó | No clasificó | No clasificó | No clasificó |
| Los Ángeles 2028 | Por definir      | Por definir  | Por definir  | Por definir  | Por definir  | Por definir  | Por definir  | Por definir  | Por definir  | Por definir  |

### Campeonato Femenino de la Concacaf
| Edición                    | Resultado      | Posición     | Pts.         | PJ           | PG           | PE           | PP           | GF           | GC           | Dif.         |
| -------------------------- | -------------- | ------------ | ------------ | ------------ | ------------ | ------------ | ------------ | ------------ | ------------ | ------------ |
| Haití 1991                 | Fase de grupos | 5.º          | 3            | 3            | 1            | 0            | 2            | 9            | 16           | -7           |
| Estados Unidos 1993        | No participó   | No participó | No participó | No participó | No participó | No participó | No participó | No participó | No participó | No participó |
| Canadá 1994                | Tercer lugar   | 3.º          | 4            | 4            | 1            | 1            | 2            | 6            | 19           | -13          |
| Canadá 1998                | Subcampeón     | 2.º          | 10           | 5            | 3            | 1            | 1            | 20           | 6            | +14          |
| Estados Unidos 2000        | Fase de grupos | 5.º          | 3            | 3            | 1            | 0            | 2            | 10           | 7            | +3           |
| Canadá/Estados Unidos 2002 | Tercer lugar   | 3.º          | 9            | 5            | 3            | 0            | 2            | 11           | 7            | +4           |
| Estados Unidos 2006        | Tercer lugar   | 3.º          | 12           | 5            | 4            | 0            | 1            | 23           | 2            | +21          |
| México 2010                | Subcampeón     | 2.º          | 9            | 5            | 3            | 0            | 2            | 11           | 7            | +4           |
| Estados Unidos 2014        | Tercer lugar   | 3.º          | 9            | 5            | 3            | 0            | 2            | 17           | 7            | +10          |
| Estados Unidos 2018        | Fase de grupos | 6.º          | 3            | 3            | 1            | 0            | 2            | 4            | 9            | -5           |
| México 2022                | Fase de grupos | 7.º          | 0            | 3            | 0            | 0            | 3            | 0            | 5            | -5           |

### Copa Oro Femenina de la Concacaf
| Edición             | Resultado     | Posición | Pts. | PJ | PG | PE | PP | GF | GC | Dif. |
| ------------------- | ------------- | -------- | ---- | -- | -- | -- | -- | -- | -- | ---- |
| Estados Unidos 2024 | Semifinalista | 4.º      | 10   | 5  | 3  | 1  | 1  | 13 | 5  | +8   |
| 2028                |               |          |      |    |    |    |    |    |    |      |

### Preolímpico Femenino de Concacaf
La última edición del torneo preolímpico fue en 2020. Posteriormente fue fusionado en 2022 con el Campeonato Femenino de la Concacaf.
| Edición             | Resultado      | Posición | Pts. | PJ | PG | PE | PP | GF | GC | Dif. |
| ------------------- | -------------- | -------- | ---- | -- | -- | -- | -- | -- | -- | ---- |
| Costa Rica 2004     | Finalista      | 2.º      | 9    | 5  | 3  | 0  | 2  | 17 | 7  | +10  |
| México 2008         | Tercer lugar   | 3.º      | 6    | 4  | 2  | 0  | 2  | 9  | 5  | +4   |
| Canadá 2012         | Semifinalista  | 3.º      | 6    | 4  | 2  | 0  | 2  | 13 | 7  | +6   |
| Estados Unidos 2016 | Fase de grupos | 5.º      | 3    | 3  | 1  | 0  | 2  | 7  | 3  | +4   |
| Estados Unidos 2020 | Semifinalista  | 3.º      | 6    | 4  | 2  | 0  | 2  | 7  | 6  | +1   |

### Juegos Panamericanos
| Edición             | Resultado      | Posición |
| ------------------- | -------------- | -------- |
| Winnipeg 1999       | Plata          | 2.º      |
| Santo Domingo 2003  | Bronce         | 3.º      |
| Río de Janeiro 2007 | Semifinalista  | 4.º      |
| Guadalajara 2011    | Bronce         | 3.º      |
| Toronto 2015        | Bronce         | 3.º      |
| Lima 2019           | Fase de grupos | 5.º      |
| Santiago 2023       | Oro            | 1.º      |
| Lima 2027           | Por definir    |          |

### Juegos Centroamericanos y del Caribe
| Edición            | Resultado    | Posición     |
| ------------------ | ------------ | ------------ |
| Mayagüez 2010      | No participó | No participó |
| Veracruz 2014      | Oro          | 1.º          |
| Barranquilla 2018  | Oro          | 1.º          |
| San Salvador 2023  | Oro          | 1.º          |
| Santo Domingo 2026 | Por definir  | Por definir  |

## Categorías inferiores

### Selección sub-20
Es el equipo representativo del país en las competiciones oficiales de fútbol femenino de la categoría sub-20. La Federación Mexicana de Fútbol está encargada del funcionamiento de la sub-20. En los primeros años la selección Juvenil era una Sub-19, pero en el año 2006 FIFA decidió que la selección Juvenil se convirtiera en una Sub-20.

### Selección sub-17
Es el equipo representativo del país en las competiciones oficiales de fútbol femenino de la categoría sub-17. La Federación Mexicana de Fútbol está encargada del funcionamiento de la sub-17. Calificó a su primer mundial en esta categoría en el año 2010.

### Selección sub-15
Es el equipo representativo del país en el Campeonato Femenino Sub-15 de la Concacaf

## Palmarés

### Selección absoluta
- Campeonato Mundial Femenino de Fútbol (no oficial):
- Subcampeón: 1971.
- Tercer Lugar: 1970.

Campeonato Femenino de la Concacaf:
- Subcampeón (2): 1998, 2010.
- Tercer Lugar (4): 1994, 2002, 2006, 2014.

Juegos Panamericanos:
- Medalla de oro: 2023.
- Medalla de plata: 1999.
- Medalla de bronce (3): 2003, 2011, 2015.

Juegos Centroamericanos y del Caribe:
- Medalla de oro (3): 2014, 2018, 2023.

Torneo Preolímpico Femenino de Concacaf
- Subcampeón: 2004.
- Tercer Lugar (3): 2008, 2012, 2020.

### Selección Sub-20
Campeonato Femenino Sub-20 de la Concacaf:
- Campeón (2): 2018, 2023.
- Subcampeón (5): 2002, 2010, 2014, 2020, 2025
- Tercer Lugar (4): 2006, 2008, 2012, 2015.

### Selección Sub-17
Copa Mundial Femenina Sub-17 de la FIFA:
- Subcampeón: 2018.

Campeonato Femenino Sub-17 de la Concacaf:
- Campeón: 2013.
- Subcampeón (5): 2010, 2016, 2018, 2022, 2024.
- Tercer Lugar: 2012.

### Selección Sub-15
Juegos Olímpicos de la Juventud:
- Medalla de bronce: 2014.

Campeonato Femenino Sub-15 de la Concacaf:
- Subcampeón (2): 2018, 2024.
- Tercer lugar (2): 2016, 2022.

### Selección universitaria
Universiadas
- Medalla de plata: 2013